# 戈德列塔
戈德列塔，是西班牙巴伦西亚自治区巴伦西亚省的一个市镇。总面积38平方公里，总人口2365人（2001年），人口密度62人/平方公里。